# (49481) Gisellarubini
(49481) Gisellarubini  es un asteroide perteneciente al cinturón de asteroides, descubierto el 24 de enero de 1999 por Matteo Santangelo desde el Observatorio de Monte Agliale, en Italia.

## Designación y nombre
Gisellarubini se designó al principio como 1999 BJ12.
Más adelante fue nombrado en honor a la italiana Gisella Rubini (n. 1959), colaboradora y pareja de Santangelo.

## Características orbitales
Gisellarubini orbita a una distancia media del Sol de 3,0978 ua, pudiendo acercarse hasta 2,7151 ua y alejarse hasta 3,4805 ua. Tiene una excentricidad de 0,1235 y una inclinación orbital de 1,1677° grados. Emplea en completar una órbita alrededor del Sol 1991 días.

## Características físicas
Su magnitud absoluta es 14,3. Tiene 6,997 km de diámetro. Su albedo se estima en 0,083.